# Гийме, Пьер-Дезире
Пьер-Дезире Гийме (фр. Pierre-Désiré Guillemet; март 1827, Лион — 1878, Константинополь) — французский художник, работавший в Османской империи.

## Биография
Родился в 1829 году в Лионе. Учился живописи сперва в Школе изящных искусств Лиона (1844—1847), а затем — в Высшей школе изящных искусств Парижа (ученик Ипполита Фландрена).
Сформировался как художник-академист в эпоху первоначального расцвета Второй империи. С 1857 по 1863 год регулярно выставлял на ежегодных Парижских салонах свои работы — портреты и исторические сцены, такие как «Портрет императрицы Франции Евгении де Монтихо», «Регентский совет в Париже получает известие о победе в битве при Мадженте», «Мученичество святой Бландины Лионской» и др. В тот период Гийме обычно выбирал для своих работ патриотические или религиозные сюжеты.

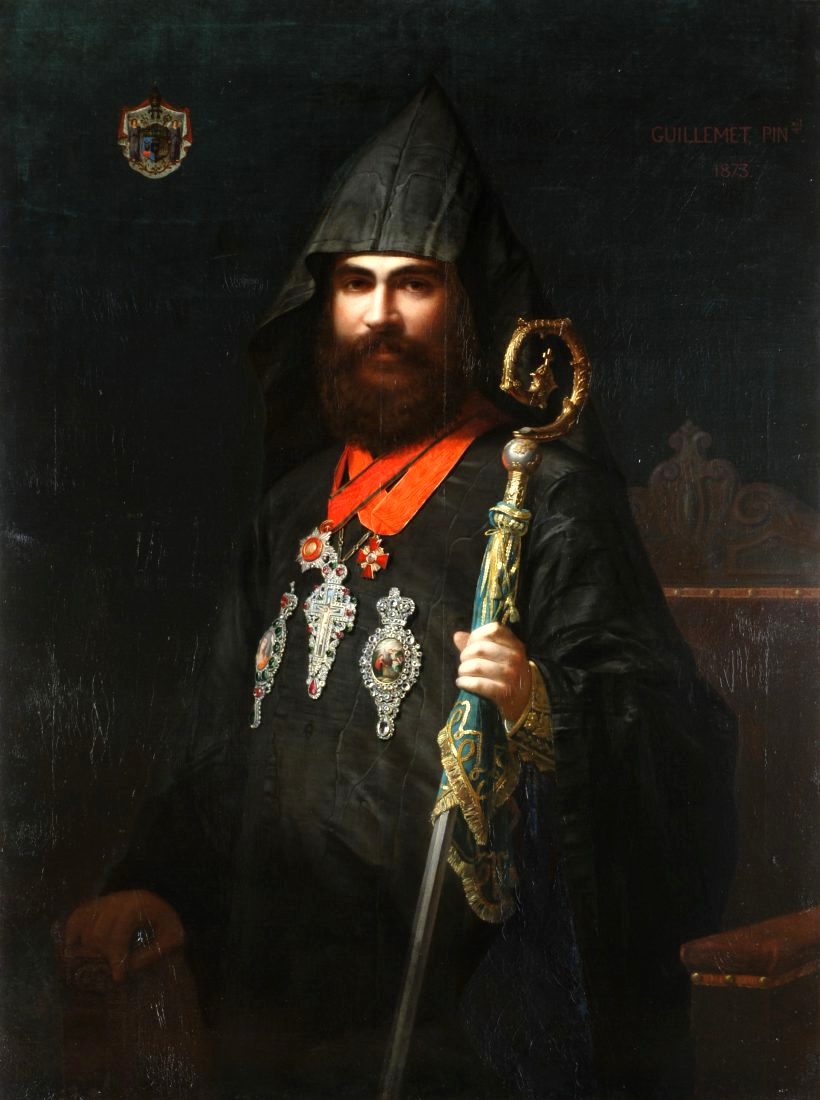
Портрет Нерсеса II Варжапетяна, армянского патриарха Константинополя

Он также подрабатывал как копиист, создав многочисленные копии портретов Наполеона III и императрицы Евгении для украшения государственных учреждений. В 1860 году, по заказу директора Лувра, совместно с другим художником выполнил копию картины Теодора Жерико «Плот Медузы», которая была предназначена для демонстрации на художественных выставках вне музея (директор дорожил оригиналом картины и не хотел, чтобы он лишний раз покидал музей).
В 1865 году вместе с женой переехал в Константинополь, где стал придворным художником султана Абдул-Азиза.
В 1873 году Гийме и его жена организовали в Константинополе выставку работ Шекера Ахмеда-паши, которая стала первой в истории персональной выставкой турецкого художника, работавшего в европейском стиле. В следующем 1874 году Гийме открыл в константинопольском районе Пера рисовальную школу. Это была первая европейская художественная школа в турецкой истории. Многие из учеников были греческого или армянского происхождения, так как значительная часть турок-мусульман относилась к живописи негативно. В то же время при султанском дворе возобладал интерес к европейской живописи, поэтому начинание Гийме было встречено с одобрением. Гийме сам, вместе со своей женой, преподавал в школе различные техники европейской живописи, в том числе рисунок, живопись маслом, пастельную живопись, акварель. Среди его известных учеников был Саркис  Диранян, в дальнейшем поселившийся в Париже. 
Летом 1876 года, спустя два года после открытия, состоялась первая выставка работ учеников Гийме. Деятельность художника получила одобрение со стороны султана, который даже разрешил ему рисовать женщин из своего гарема.
В ноябре 1877 году учебное заведение Гийме переросло в Султанскую школу искусств. Во время Русско-турецкой войны 1877—78 годов Гийме, помогая беженцам и раненым, стекавшимся в столицу, заразился тифом и вскоре умер.
Прах художника был захоронен на католическом кладбище Пангалты в Константинополе.
Следующую художественную школу европейского типа в Константинополе открыл в 1883 году художник Осман Хамди-бей.

## Галерея

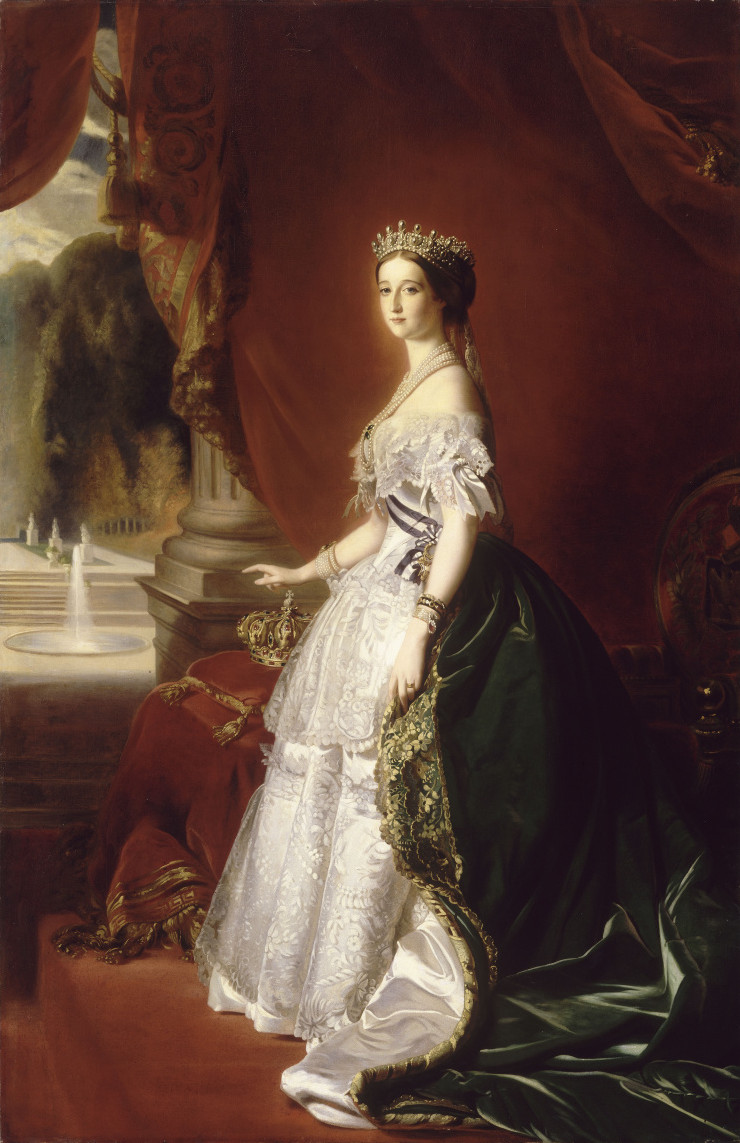
«Портрет императрицы Франции Евгении де Монтихо» (копия с оригинала Франца Ксавье Винтерхальтера)
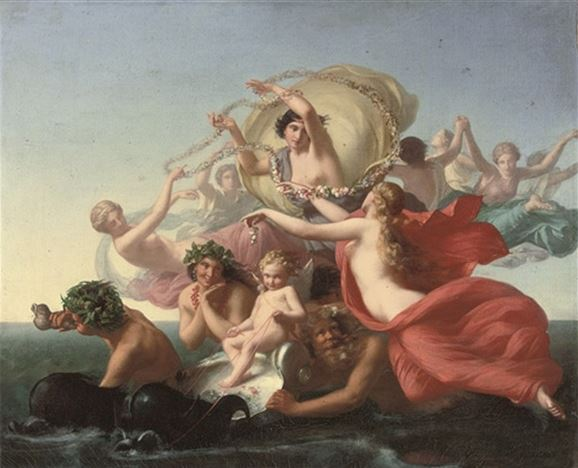
Триумф Амфитриты (1857, частное собрание)
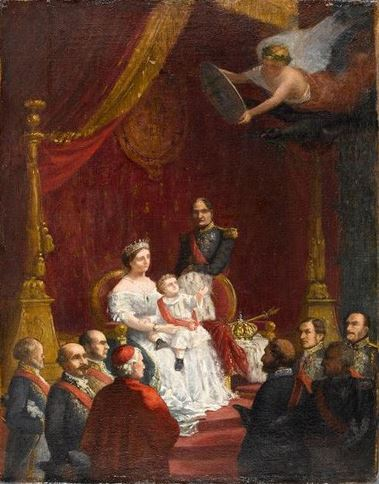
Регентский совет в Париже получает известие о победе в битве при Мадженте (1859,  Компьенский дворец-музей)
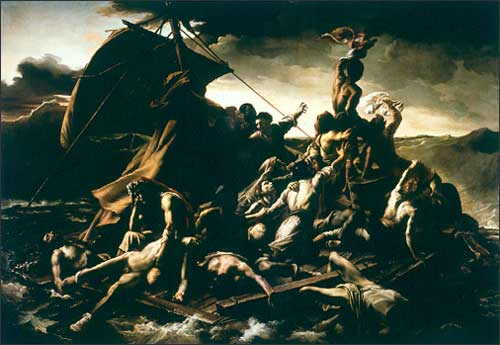
Плот Медузы (копия с оригинала Теодора Жерико). 1860, Музей Пикардии, Амьен
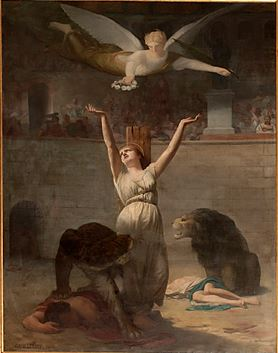
Мученичество святой Бландины Лионской, 1863
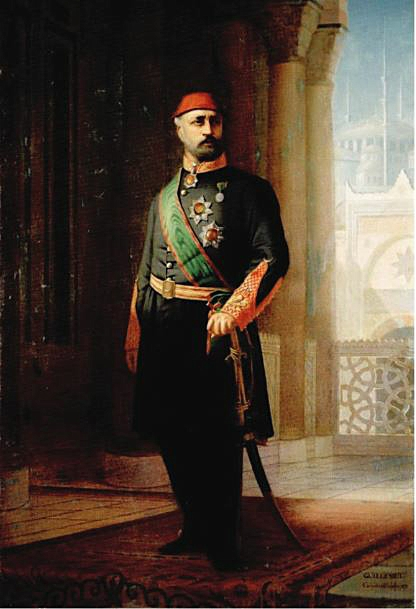
Портрет султана Абдул-Азиза (1865—66), Версаль
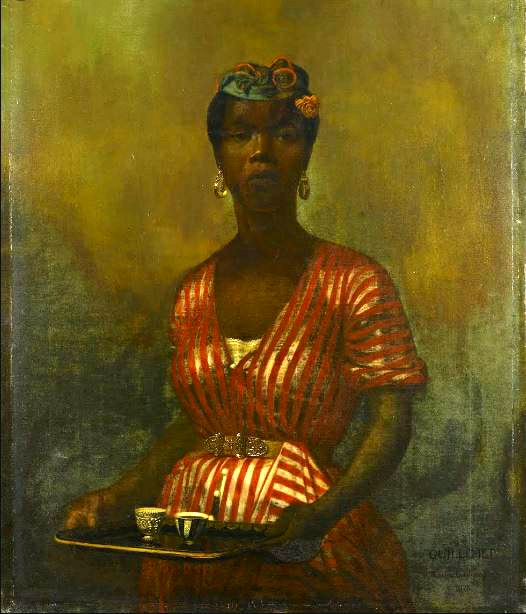
Портрет чернокожей служанки с кофейными чашками на подносе
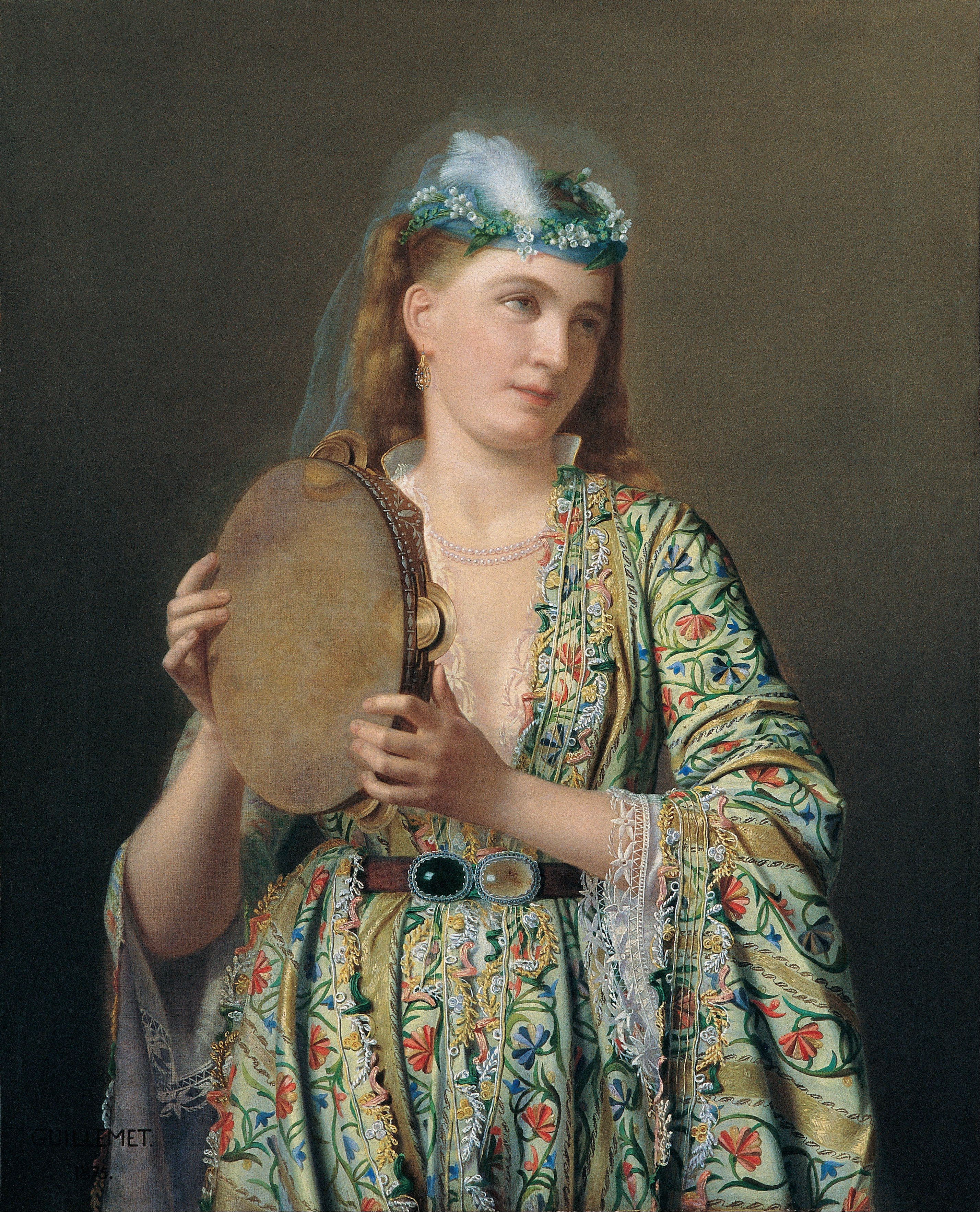
Портрет придворной дамы с тамбурином